# Decma inversa
Decma inversa är en insektsart som först beskrevs av Heinrich Hugo Karny 1907.  Decma inversa ingår i släktet Decma och familjen vårtbitare. Inga underarter finns listade i Catalogue of Life.